# Radioreperaj
Radioreperajul înseamnă utilizarea caracteristicilor de propagare ale undelor radioelectrice pentru a obține date cu privire la un obiect staționar sau în mișcare. După natura acestor date se disting:
- radiodetecția, care indică numai prezența unui obiect fără determinarea precisă a poziției sale;
- radiogoniometria
- radiolocația
- radiotelemetria, ultimele trei determinând și distanța până la obiectul detectat, în principal cu ajutorul proprietăților de reflexie a undelor.